# Ferdinand von Richthofen
Ferdinand von Richthofen báró (Carlsruhe (ma Pokój), Szilézia, 1833. május 5. – Berlin, 1905. október 6.) német földrajztudós, geológus, térképész, vulkanológus, földrajzi felfedező. Carl Ritter tanítványa volt. A modern geomorfológia megteremtőjének tartják, tőle származik a selyemút elnevezés. A Nan-san keleti vonulatát egy időben Richthofen-hegységnek nevezték, ma Csinling-san a neve.

## Élete
Breslauban és Berlinben tanult geológiát. A diploma megszerzése után 1856-tól először geológiai kutatásokat végzett a tiroli Dolomitokban és Erdélyben, a Keleti-Kárpátokban. 1863-ban jelent meg Erdély földtani térképe Geologie Siebenbürgens címmel. Ehhez az átfogó munkához Franz von Hauer, Guido Stache mellett Richthofen is jelentős mértékben hozzájárult, s ami sokáig hivatkozott alapműnek számított.
1860 és 1862 között Ázsiában járt a Porosz Kereskedelmi Társasággal. Felkeresték Ceylont, Japánt, a Tajvan szigetet, a Fülöp-szigeteket. Jáván a vulkanit kőzetet vizsgálta. Azután Kaliforniában és a Sierra Nevadában végzett geológiai kutatásokat. San Francisco Kereskedelmi Kamarájának pénzügyi támogatásával utazott Ázsiába. Sanghájból indulva beutazta Kína 13 tartományát. A rétegtan és geomorfológia érdekelte. Kőszénlelőhelyek után kutatott. Az éghajlat, a növény- és állatvilág, a településföldrajz, a gazdaság és a kultúra összefüggéseit vizsgálta.

## Tudományos publikációi
- China, Ergebnisse eigener Reisen (5 Bände mit Atlas, 1877–1912)
- Führer für Forschungsreisende (1886)
- Geomorphologische Studien aus Ostasien (4 Hefte, 1901–1903)
- Die Kalkalpen von Vorarlberg und Nordtirol in Jahrbuch der geologischen Reichsanstalt; 1859–1861
- Die Metallproduktion Kaliforniens in Petermanns Mitteilungen; 1865
- China, Ergebnisse eigner Reisen und darauf gegründeter Studien (China: The results of my travels and the studies based thereon), 1877–1912, 5 vols. and atlas
- Aufgaben und Methoden der heutigen Geographie (an address delivered at Leipzig, 1883)
- Führer für Forschungsreisende (A guide for the traveling researcher), Berlin, 1886
- Triebkräfte und Richtungen der Erdkunde in neunzehnten Jahrhundert (address on his election as rector, Berlin, 1903)
- Comstock Lode: Its Character, and the Probable Mode of Its Continuance in Depth (1866)
- Principles of the Natural System of Volcanic Rocks (1867)
- Letters to the Shanghai Chamber of Commerce (1869–72)

## Fordítás
- Ez a szócikk részben vagy egészben  a   Ferdinand von Richthofen című német Wikipédia-szócikk fordításán alapul.  Az eredeti cikk szerkesztőit annak laptörténete sorolja fel. Ez a jelzés csupán a megfogalmazás eredetét és a szerzői jogokat jelzi, nem szolgál a cikkben szereplő információk forrásmegjelöléseként.